# Wirtschaftsphilologenverband Bayern
Der Wirtschaftsphilologenverband Bayern e.V. ist ein Berufsverband von Lehrkräften der Fächer Wirtschaft und Recht (WR) sowie Wirtschaftsinformatik (WIn) an bayerischen Gymnasien. Er vertritt als Interessenverband die beruflichen, schul- und bildungspolitischen Interessen seiner Mitglieder.

## Ziele
Die Zieles des Wirtschaftsphilologenverband sind:
- Förderung ökonomischer und rechtlicher Bildung an bayerischen Gymnasien
- Schärfung des Fachprofils von WR und WIn am Wirtschaftswissenschaftlichen Gymnasium (WWG) sowie WR an den weiteren Ausbildungsrichtungen
- Organisation von Fortbildungsveranstaltungen (u. a. Wirtschaftsphilologentagungen in Passau und Bayreuth,[2] ifo Praxistage[3]) zur Aus- und Weiterbildung der Lehrkräfte
- Vertretung der Wirtschaftsphilologen als Interessenvertretung im gesellschaftlichen Diskurs
- Zusammenarbeit mit Politik, Hochschulen und Unternehmen

## Geschichte
Der Verband hat eine über einhundertjährige Tradition: Am 12. September 1906 erfolgte die Gründung des „Verbandes bayerischer Lehrer für Handelswissenschaften an technischen Unterrichtsanstalten“ als Vorgängerorganisation des wpv. Nachdem sich der Verband während des Nationalsozialismus im Jahr 1936 auflösen musste, erfolgte 1952 die Wiedergründung als Verband bayerischer Lehrer für Wirtschaftswissenschaften und Geographie. 1961 wurde die Bezeichnung Verband Bayerischer Wirtschaftsphilologen e.V. angenommen.